# Croton landoltii
Croton landoltii là một loài thực vật có hoa trong họ Đại kích. Loài này được Ahumada mô tả khoa học đầu tiên năm 1986.